# Teatrul de război din Asia și Pacific (Primul Război Mondial)
Teatrul de război din Asia și Pacific a reprezentat cucerirea, în timpul Primului Război Mondial, a domeniilor coloniale germane localizate în Pacific și China. Acțiunea militară principală a fost asediul orașului-port Tsingtao (astăzi Qingdao), actualmente în China. Au fost purtate bătălii mai mici în locații precum Bita Paka și Toma, în Noua Guinee Germană. 
Restul domeniilor coloniale germane și austriece din Asia și Pacific au fost cucerite fără vărsare de sânge. Mișcările navale au predominat. Toate puterile coloniale dețineau escadroane în Oceanul Indian sau în Oceanul Pacific. Aceste forțe navale au facilitat și sprijinit incursiunile ofensive în teritoriile germane, distrugând Escadronul din Asia de Est (Ostasiengeschwader) al Marinei Imperiale Germane.

## Galerie

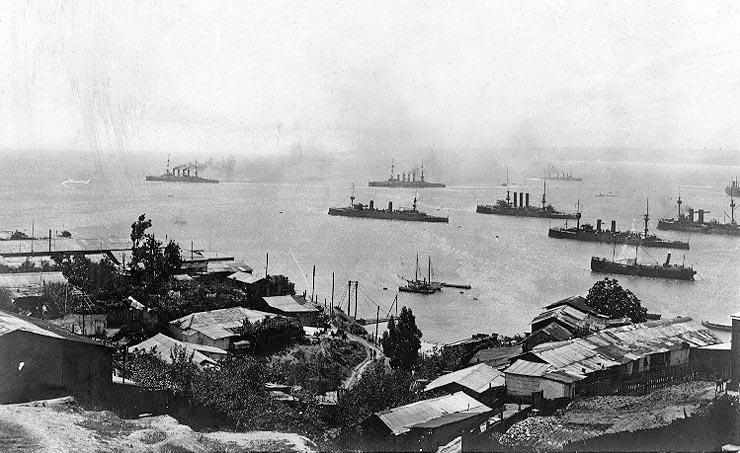
Flota germană în apropiere de Chile, noiembrie 1914.
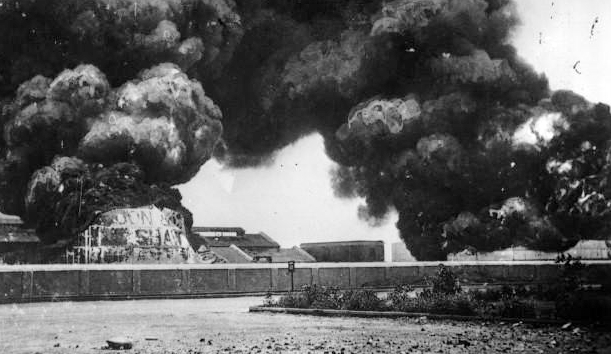
Bombardarea rezervelor petroliere din Madras, de catre SMS Emden.
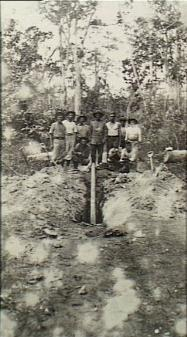
Trupe australiene dezafectand un camp minat german, Noua Guinee.
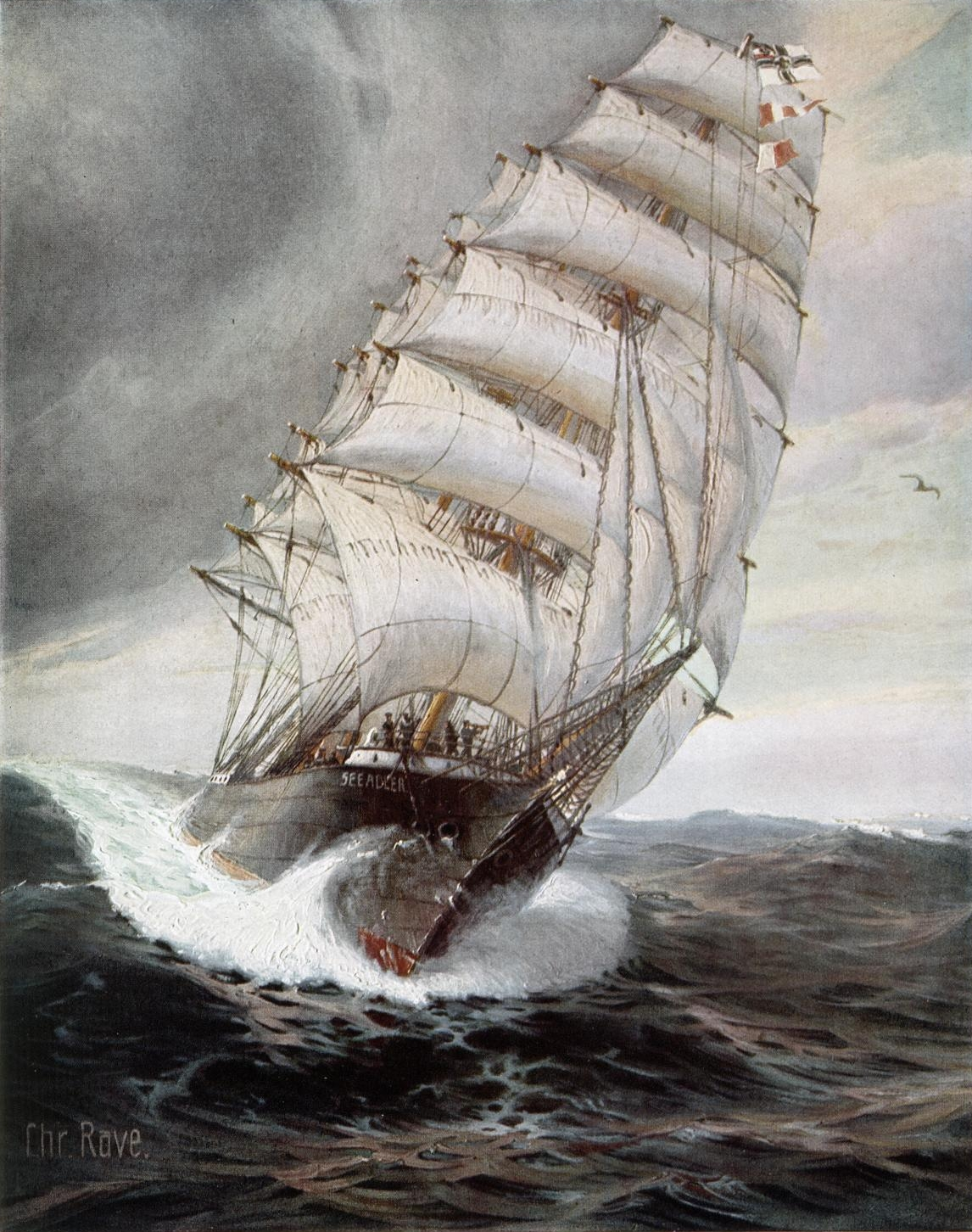
Clipperul german SMS Seeadler.